# Anhinga roux
Anhinga melanogaster
Espèce
Statut de conservation UICN

 NT  : Quasi menacé
L‘Anhinga roux (Anhinga melanogaster ), parfois appelé Oiseau-serpent, est une espèce d'oiseau aquatique de l'Asie du Sud et du Sud-Est, répandu du Népal jusqu'à l'île de Timor. 

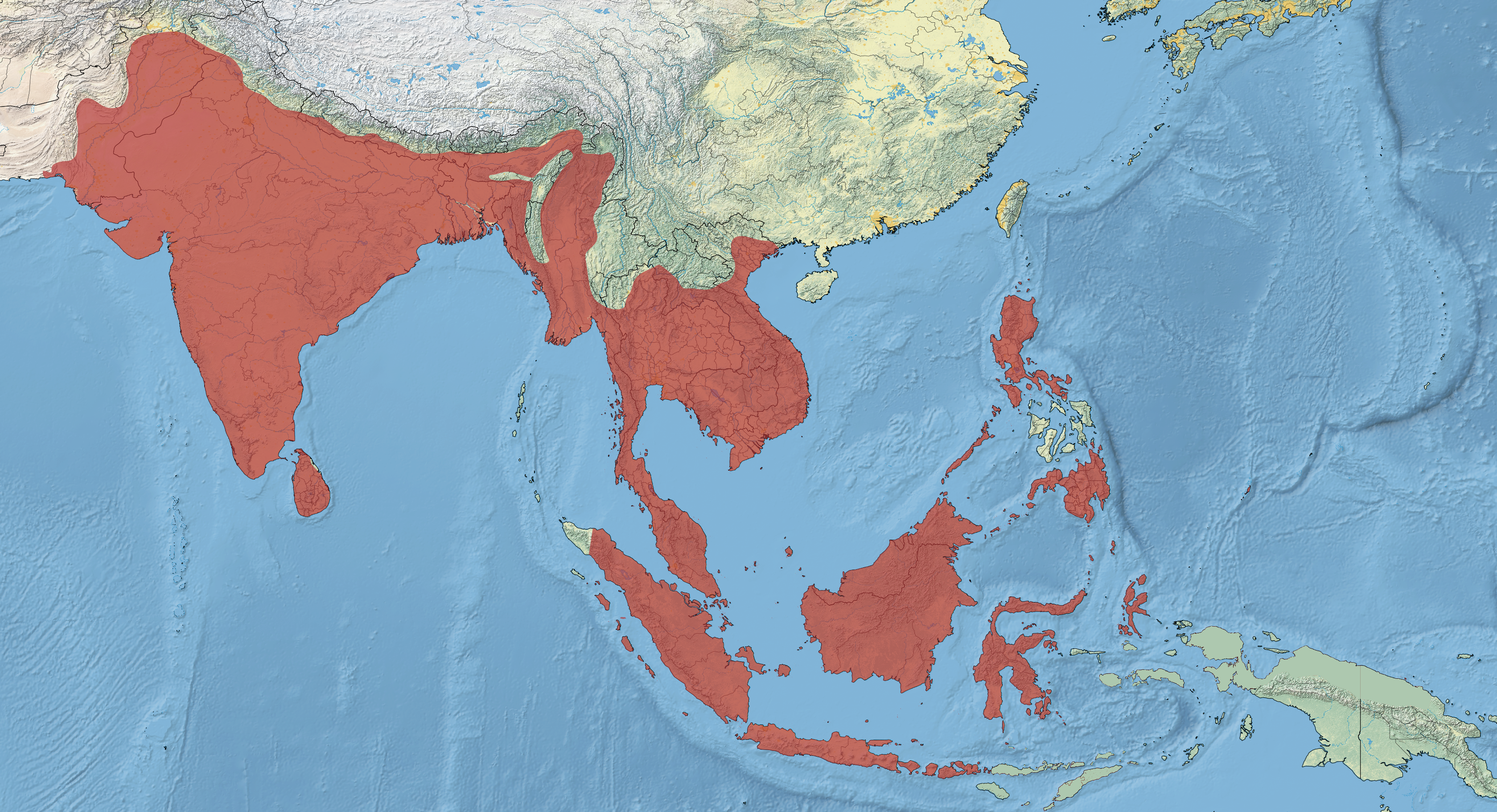
Aire de répartition de l'Anhinga roux

Piscivore, un peu semblable à un cormoran, il s'en distingue par son très long cou. On le voit souvent nager avec seulement la tête hors de l'eau.
Il pond entre 3 et 6 œufs dans un nid de brindilles construit dans un arbre.

## Taxonomie
Membre de la famille des Anhingidae, l'Anhinga roux est étroitement apparenté à l'Anhinga d'Amérique (Anhinga anhinga) dont il se distingue par les plumes blanches sur les côtés de son cou, à l'Anhinga d'Afrique (Anhinga rufa) et à l'Anhinga d'Australie (Anhinga novaehollandiae).

## Sous-espèces
D'après Alan P. Peterson, 4 sous-espèces ont été décrites :
- Anhinga melanogaster melanogaster Pennant 1769
- Anhinga melanogaster novaehollandiae (Gould) 1847
- Anhinga melanogaster rufa (Daudin) 1802
- Anhinga melanogaster vulsini Bangs 1918

## Photos

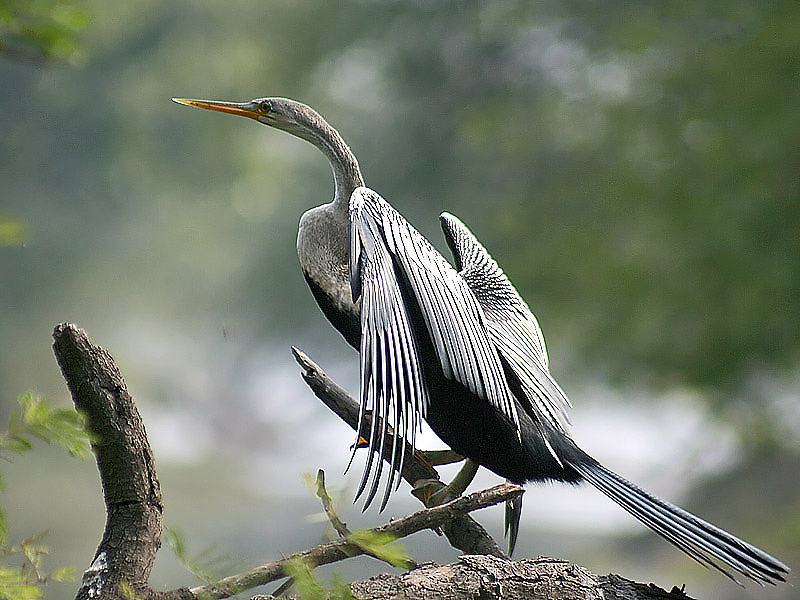
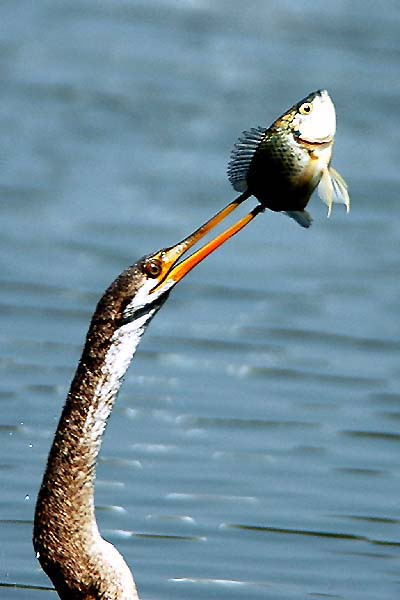
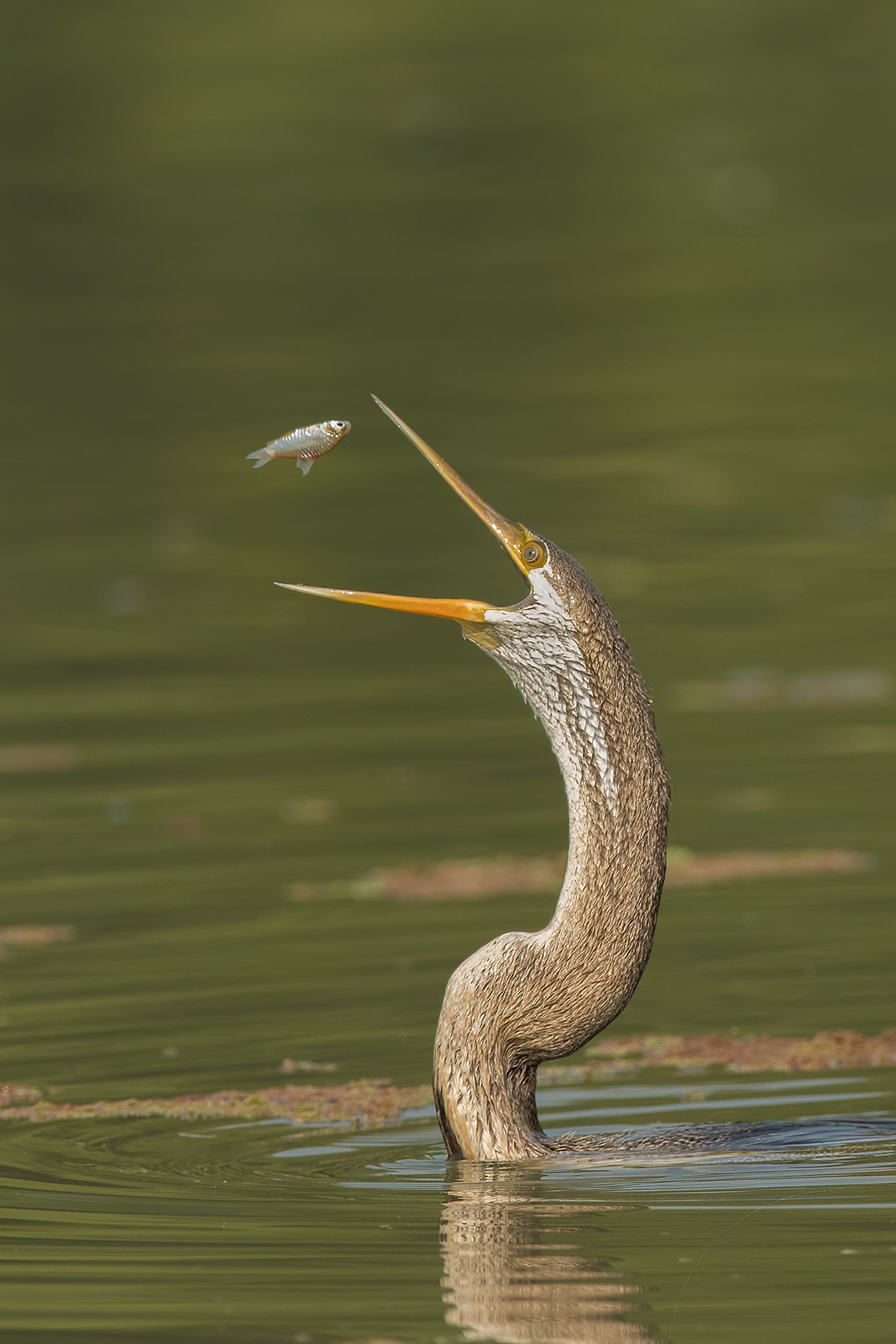
Parc national de Keoladeo, Inde
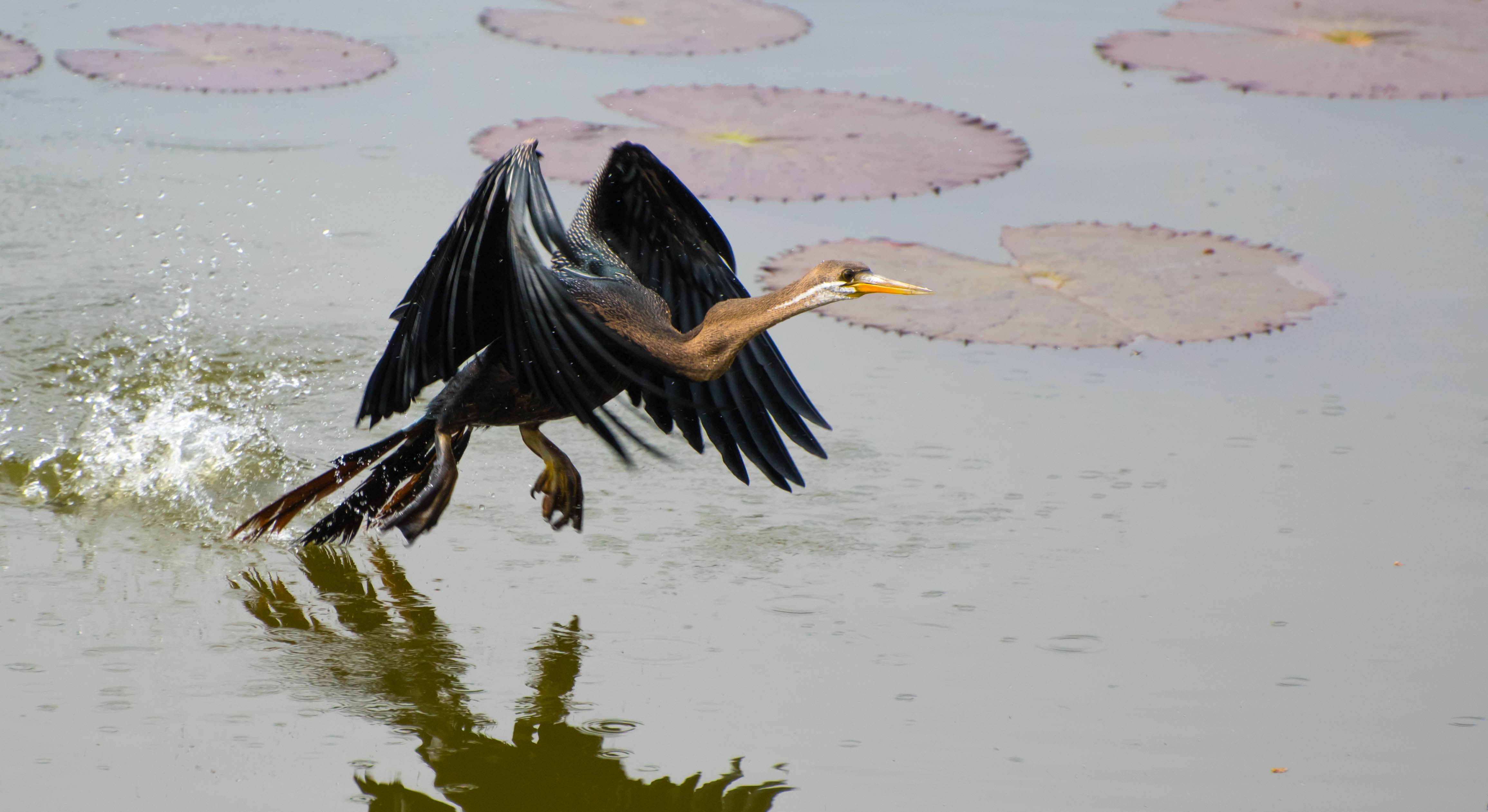
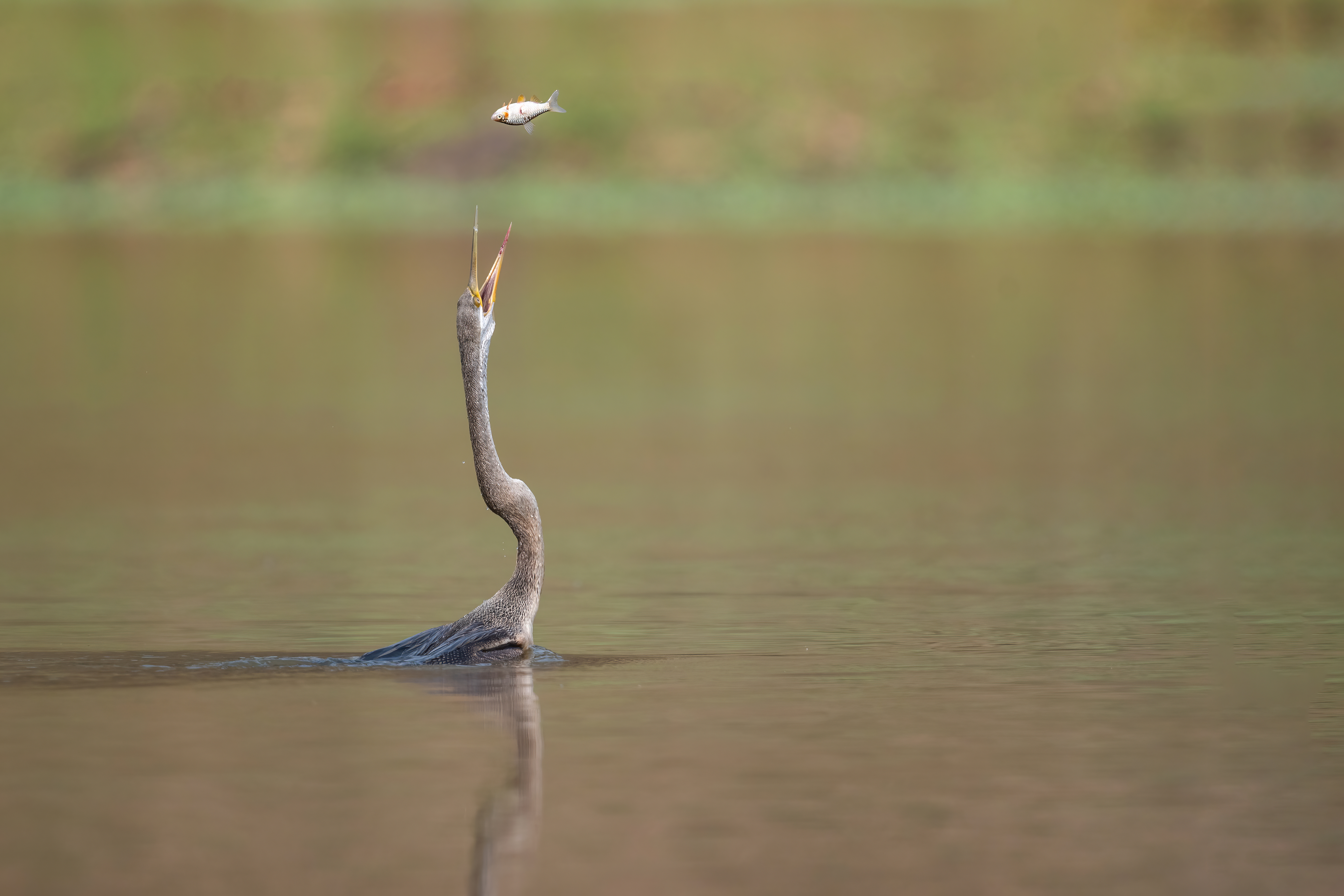

- (en) Cet article est partiellement ou en totalité issu de l’article de Wikipédia en anglais intitulé « Oriental Darter » (voir la liste des auteurs).